# سانویاس هیشینو میشو
سانویاس هیشینو میشو (انگلیسی: Sanoyas Hishino Meisho) شرکت کشتی‌سازی ژاپنی است، که در سال ۱۹۱۱ تأسیس شد.